# Nedeljko Stojišić
Nedeljko Stojišić (serbisch-kyrillisch Недељко Стојишић, * 25. September 1997 in Belgrad) ist ein serbischer Fußballspieler.

## Karriere
Nedeljko Stojišić erlernte das Fußballspielen in den serbischen Jugendmannschaften vom FK Voždovac und dem FK BASK. Seinen ersten Vertrag unterschrieb er im Juli 2018 beim portugiesischen Verein Portimonense SC. Der Verein aus Portimão spielte in der höchsten Liga des Landes, der Primeira Liga. In der ersten Mannschaft wurde er nicht eingesetzt. 35-mal spielte er in der U23-Mannschaft des Klubs. Nach Vertragsende war er  von Juli 2020 bis Januar 2021 vertrags- und vereinslos. Am 20. Januar 2021 zog es ihn nach Asien. Hier unterschrieb er in Japan einen Vertrag bei Vegalta Sendai. Der Verein aus Sendai spielte in der ersten japanischen Liga, der J1 League. Sein Profidebüt gab er am 20. Juni 2021 (18. Spieltag) im Auswärtsspiel gegen die Kashima Antlers. Hier stand er in der Startelf und stand die kompletten 90 Minuten zwischen den Pfosten. Das Spiel endete 1:1. Am Saisonende 2021 belegte er mit Sendai den neunzehnten Tabellenplatz und musste in zweite Liga absteigen. Nach insgesamt acht Ligaspielen für Sendai wechselte er im Januar 2023 zum Ligakonkurrenten FC Machida Zelvia. Am Ende der Saison feierte er mit Machida die Zweitligameisterschaft sowie den Aufstieg in die erste Liga.